# Lichenalia escharense
Lichenalia escharense is een mosdiertjessoort uit de familie van de Rhinoporidae. De wetenschappelijke naam van de soort is voor het eerst geldig gepubliceerd in 1859 door Prout.